# Straight to the Bank
Straight to the Bank è un brano musicale del rapper statunitense 50 Cent, estratto come primo singolo dal suo terzo album studio Curtis. Il brano è prodotto da Ty Fyffe con la collaborazione di Dr. Dre. Tony Yayo ha contribuito al brano con la risata presente nel ritornello. La stessa risata campionata è stata in seguito utilizzata anche da Lupe Fiasco nel brano The Coolest.

## Tracce
Vinile 12" Shady Records – B0009215-11, INTR-10214-1
Lato A
1. Straight To The Bank(Edited) - 3:13
2. Straight To The Bank (Explicit) - 3:13
3. Straight To The Bank (Instr) - 3:11
4. Straight To The Bank (Acapella) - 2:55

Lato B
1. Straight To The Bank (Edited) - 3:13
2. Straight To The Bank (Explicit) - 3:13
3. Straight To The Bank (Instr) - 3:11
4. Straight To The Bank (Acapella) - 2:55

CD singolo Shady Records – 50BANKCDP1
1. Straight To The Bank (Album Version)
2. Straight To The Bank (Clean)
3. Straight To The Bank (Instrumental)

## Classifiche
| Classifica (2007)         | Posizione più alta |
| ------------------------- | ------------------ |
| Austria                   | 60                 |
| Canada (digital)          | 62                 |
| Finlandia                 | 7                  |
| Francia                   | 38                 |
| Germania                  | 33                 |
| Stati Uniti               | 32                 |
| Stati Uniti (pop 100)     | 38                 |
| Stati Uniti (R&B/hip-hop) | 30                 |
| Stati Uniti (rap)         | 10                 |
| Svezia                    | 53                 |